# ŽRK Budućnost
ŽRK Budućnost is een dameshandbalteam uit Podgorica, Montenegro (voorheen verscheen de club ook onder de namen ZRK Buducnost MONET, Buducnost Brillant en Buducnost Titograd).  ŽRK Budućnost is tweevoudig winnaar van de EHF Women's Champions League
De club werd opgericht op 13 februari 1949 en speelde zijn eerste officiële wedstrijd in 1950. De eerste trofee, de Beker van Joegoslavië, werd gewonnen in 1984. In 1985 won ŽRK Budućnost het Joegoslavische kampioenschap en datzelfde jaar wonnen ze hun eerste Europese titel ( beker voor bekerwinnaars). De club werd destijds uitgeroepen tot "de beste van het land". Vanaf het seizoen 1988/1989 domineerde ŽRK Budućnost de nationale competitie in respectievelijk Joegoslavië en Servië en Montenegro. Na de onafhankelijkheid van Montenegro in 2006 bleef de club de landelijke competitie in domineren. ŽRK Budućnost won tweemaal de EHF Champions League: in de seizoenen 2012 en 2015.
ŽRK Budućnost wordt sterk ondersteund door Budućnost-sportfans, de Varvari . 
ŽRK Budućnost is onderdeel van SD Budućnost Podgorica.
1. Andrea Škerović ·
5. Nataša Ćorović ·
9. Jelena Vukčević ·
10. Matea Pletikosić ·
11. Ivana Godeč ·
12.  Armelle Attingré ·
13. Andrijana Popović ·
14. Katarina Džaferović ·
15. Gordana Marsenić ·
16. Marija Marsenić ·
20. Tijana Lutovac ·
21.  Adriana Cardoso de Castro ·
33. Vanesa Agović ·
37. Nina Bulatović ·
44.  Mari Plamenova Tomova ·
87. Jovana Kadović ·
88. Nadja Kadović ·
90. Milena Raičević ·
91. Ivona Pavićević ·
95. Ilda Kepić ·
97. Nikolina Vukčević ·
Coach: Bojana Popović
1. Andrea Škerović ·
5. Nataša Ćorović ·
6.  Ivana Mitrović ·
9. Jelena Vukčević ·
10. Matea Pletikosić ·
11.  Bruna Zrnić ·
12.  Armelle Attingré ·
13. Andrijana Popović ·
14. Katarina Džaferović ·
15. Gordana Marsenić ·
16. Marija Marsenić ·
33. Anastasija Babović ·
37. Nina Bulatović ·
83. Milica Anđušić ·
87. Jovana Kadović ·
88. Nadja Kadović ·
91. Ivona Pavićević ·
95. Ilda Kepić ·
97. Nikolina Vukčević ·
Coach: Bojana Popović

Resultaten: winnaar Montenegrijns Kampioenschap - winnaar Montenegrijnse beker – 1/4 finale EHF Champions League